# Yangcun, Tianchang
Yangcun (kinesiska: 杨村) är en köping i östra Kina. Den ligger i Tianchang i staden Chuzhou i provinsen Anhui, omkring 190 kilometer nordost om provinshuvudstaden Hefei. Antalet invånare är 35 721. Befolkningen består av 17 719 kvinnor och 18 002 män. Barn under 15 år utgör 15,0 %, vuxna 15-64 år 71 %, och äldre över 65 år 12,0 %.